# 曹保明
曹保明（1949年9月—），男，黑龙江泰来人，中国民俗学家，曾任中国民间文艺家协会副主席，吉林省文学艺术界联合会副主席。